# Зачистка территории завода J. A. Topf & Söhne в Эрфурте
Зачистка территории завода «J. A. Topf & Söhne» в Эрфурте (нем. Besetzung des Topf-und-Söhne-Geländes in Erfurt) — акт выдворения сквоттеров из заброшенных помещений завода J. A. Topf & Söhne в столице земли Тюрингия, Эрфурте. Сквоттинг (самовольный захват) начался 12 апреля 2001 года и закончился 16 апреля 2009 г., когда полиция очистила самовольно занятые помещения. Особенно в последние несколько месяцев сквоттинга в Эрфурте неоднократно проводились демонстрации и акции, такие как «похищение» Бернда дем Брота, привлекавшие внимание средств массовой информации.

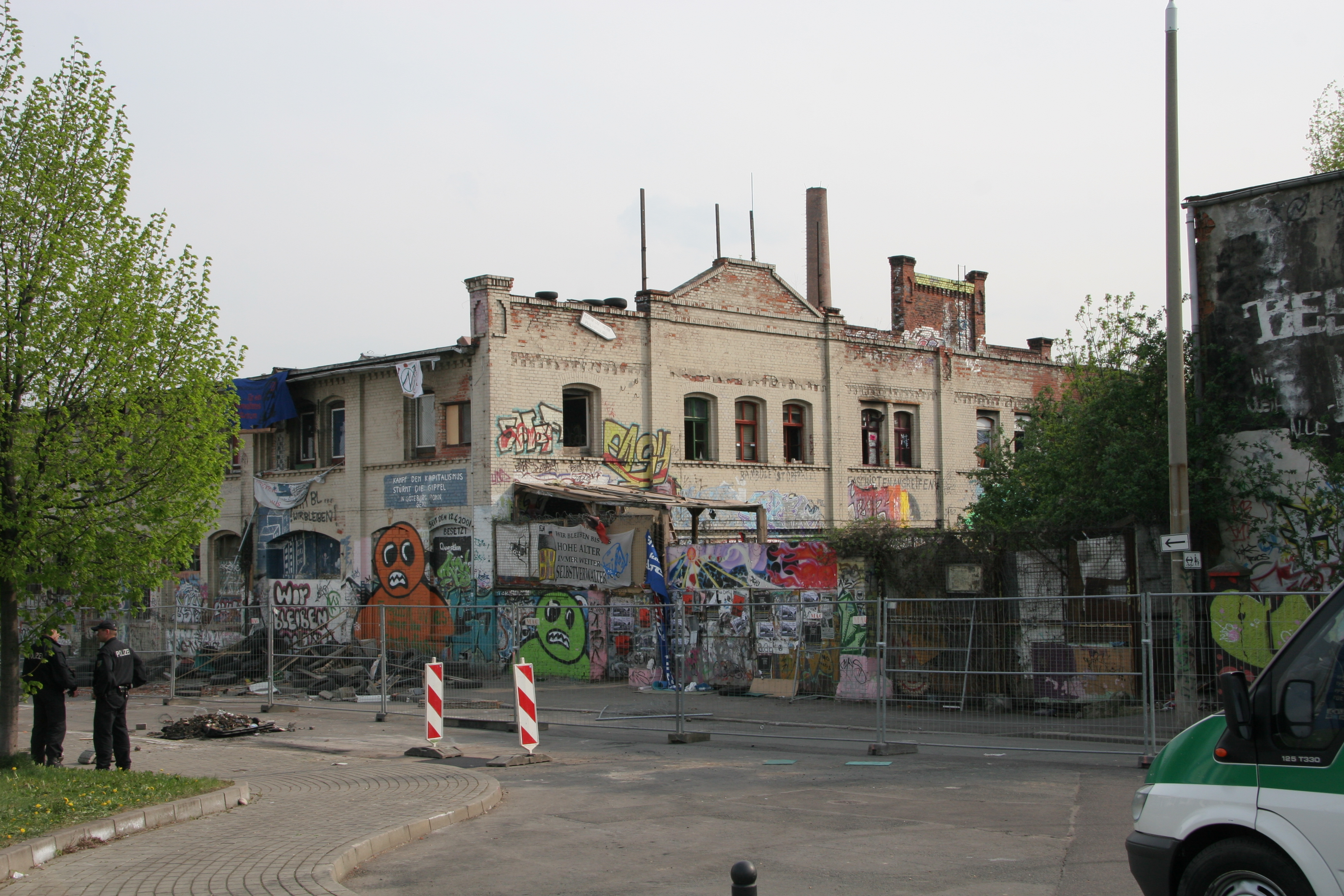
Здание завода 16 апреля 2009 года, через несколько часов после зачистки территории

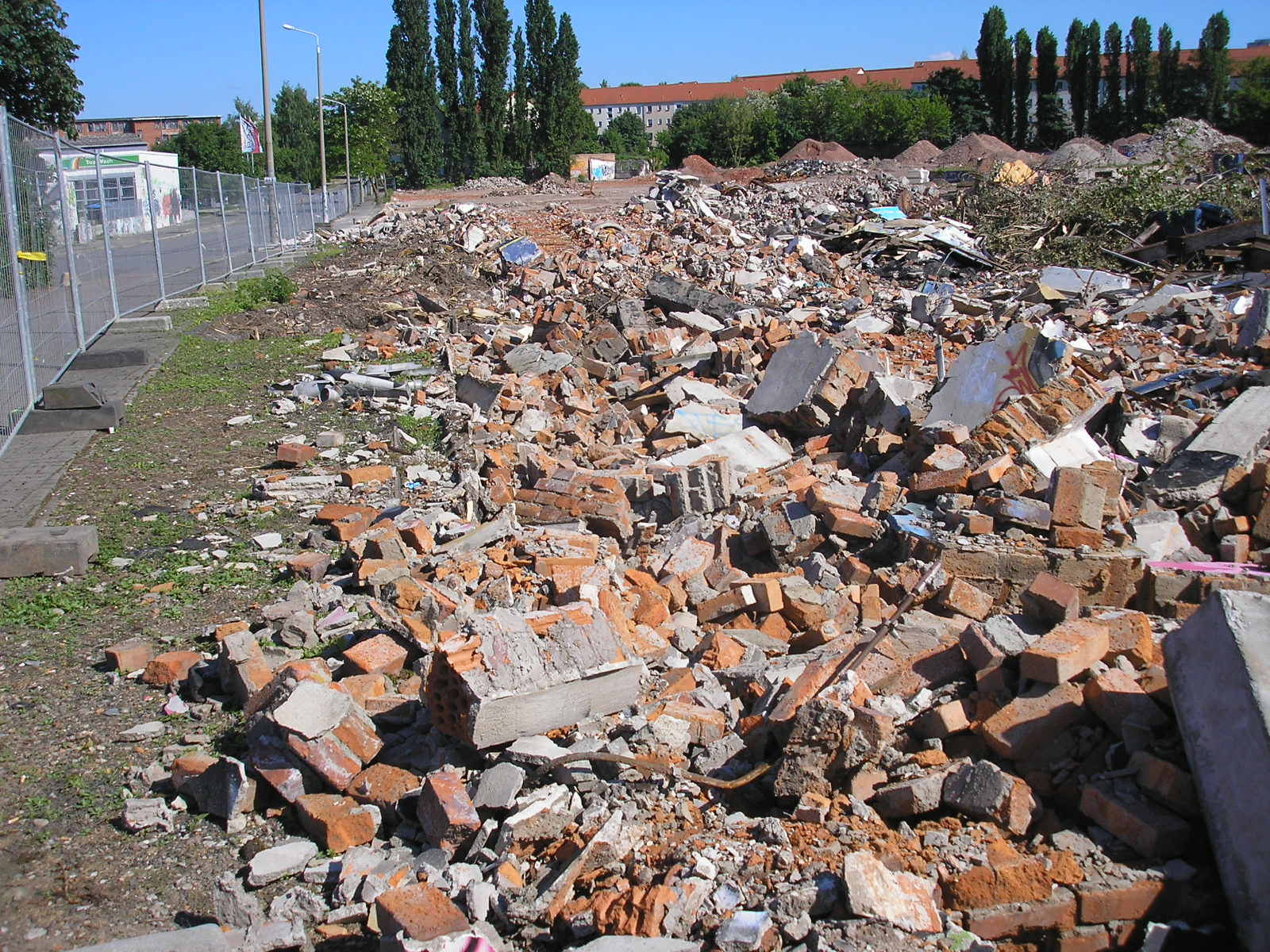
23 мая 2009 года. Территория завода

## История
Предприятие J. A. Topf & Söhne, производитель печей, было основано в Эрфурте в 1878 году. В начале Второй мировой войны предприятие столкнулось с финансовыми трудностями, из-за чего в 1941 году начало сотрудничать с Главным управлением имперской безопасности и с 1941 года производило печи для крематориев, в том числе для концентрационных лагерей Освенцима, Бухенвальда, Гузена и Дахау, а также комплектующие для газовых камер Освенцима, в которых было умерщвлено более миллиона человек. После окончания войны предприятие продолжало деятельность в ГДР как VEB Erfurter Mälzerei- und Speicherbau EMS, принадлежало комбинату Progress Landmaschinen. В 1990 году было реорганизовано в GmbH, а в 1994 году обанкротилось. Производственные цеха в значительной степени сохранялись в своём первоначальном структурном состоянии, но пустовали.
Планировалась новая застройка участка жилыми и коммерческими зданиями.
12 апреля 2001 года сквоттеры заняли помещения бывшего завода, где создали независимый культурный центр «Das Besetzte Haus» («Захваченный дом»). Они реализовывали социально-культурные проекты, организовывали мероприятия, проводили экскурсии, которые привлекли внимание к истории завода Topf & Söhne в нацистский период, в значительной степени забытой. Захват был одним из самых известных действий левых радикалов того периода в Германии.
После того как в 2007 году территория завода был продан частному инвестору, сквоттеры опасались, что этот район будет зачищен. Первая крупная демонстрация в защиту сквоттеров прошла 10 октября 2008 г., за ней последовали другие — 22 ноября, 24 января 2009 г. с участием более 1000 человек и 16 апреля 2009 года. 21 января 2009 года активисты украли пластиковую статую Бернда дем Брота, установленную перед ратушей Эрфурта. 1 февраля 2009 г. статуя была найдена в бывшей казарме в Норе близ Веймара и возвращена на прежнее место.
13 февраля 2009 года против сквоттеров был подан иск о выселении. Они попытались занять ещё один район к северу от Эрфурта, но безуспешно. 3 апреля 2009 г. окружной суд Эрфурта вынес постановление, предписывающее сквоттерам зачистить территорию. После того, как те отказались покинуть это место, 16 апреля 2009 года была проведена масштабная полицейская операция, в ходе которой место было зачищено. В операции, которая проводилась ранним утром и стоила около 1,2 миллиона евро, было задействовано несколько сотен полицейских. Действия полиции обсуждались на открытом пленарном заседании 8 мая 2009 года в парламенте земли Тюрингия.
Сразу после расчистки территории начался полный снос всех зданий, за исключением бывшего здания администрации. В 2011 году в административном здании был открыт мемориал Topf & Sons, в котором также размещена выставка, посвященная истории предприятия.
В 2012 году об этих событиях была опубликована книга «Topf & Söhne — захват места преступления» (нем. Topf & Söhne — Besetzung auf einem Täterort).